# 土蔵

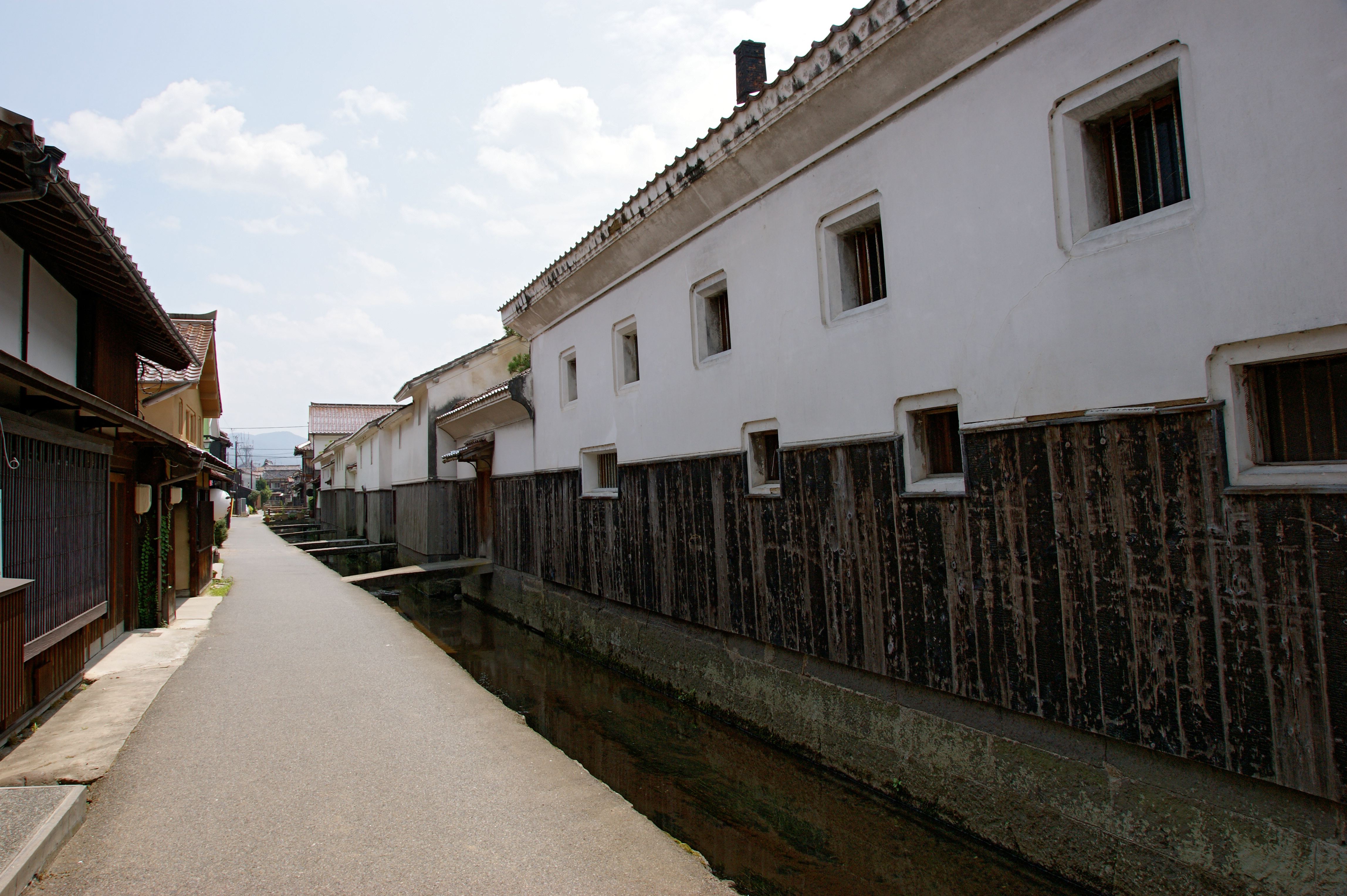
打吹玉川の土蔵群 （重要伝統的建造物群保存地区）

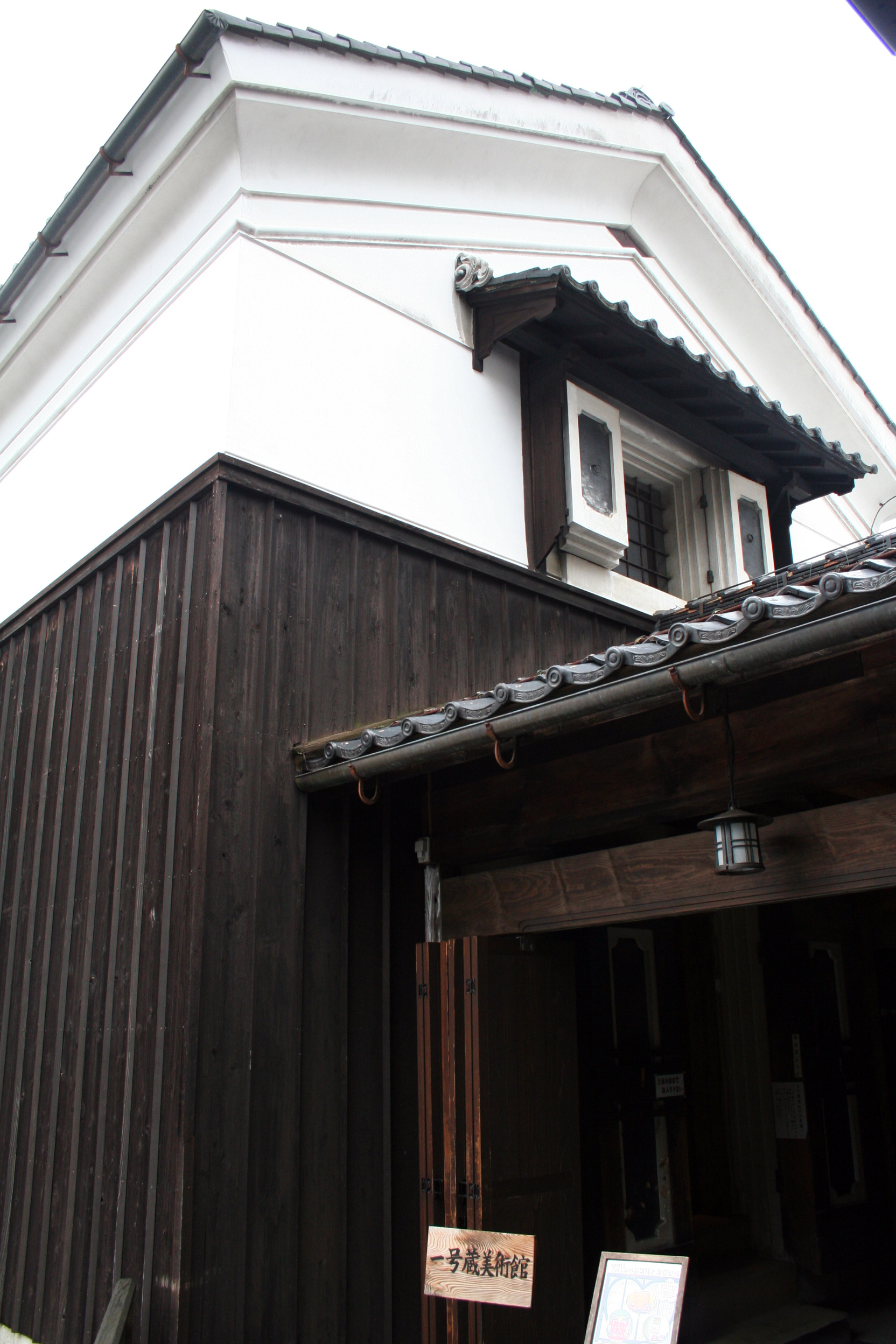
博物館施設に転用された智頭宿・石谷家住宅 （国重要文化財）の土蔵

土蔵（どぞう）とは、日本の伝統的な建築様式のひとつで、木骨、外壁を土壁として漆喰などで仕上げられるもの。日常では単に蔵（くら）とよばれることが多く、この様式で作られた建物は土蔵造り・蔵造りなどといわれる。米穀、酒、繭などの倉庫や保管庫として、防火、防湿、防盗構造をもって建てられるもののほか、保管庫と店舗を兼ねて建てられるものもある。店舗・住居を兼ねるものは「見世蔵（店蔵）」と呼ばれることもあり、倉庫・保管庫として建てられるものとは分化して発展してきた。
土蔵の扉には種類があり、大阪戸と呼ばれる
火災の際に閉める引き戸や、戸前と呼ばれる
蝶番が付いた扉などがある。

## 歴史
起源ははっきりとはしない。中世にも町屋などと共に建てられており、近世、鉄砲の伝来の影響により城郭にも防火・防弾のために漆喰大壁の技術が用いられ、30cm以上の分厚い壁を多用したことで安土桃山時代後期から江戸期前後の櫓や天守などの防御施設は土蔵造りとなった。江戸時代以降には、城郭で発展した技術も生かされ、火災や盗難防止のために盛んに建てられ、後に裕福さの象徴ともなった。明治以降には、土壁の上に漆喰ではなくモルタルを塗り洋風に仕上げられることもあった。また、土壁ではなく煉瓦や大谷石で造られたものもある。一例として伊豆半島で産出される伊豆石を使った石蔵が挙げられる。伝統的な外観を生かして、飲食店などの商業施設や博物館に転用されることもある。

## 構造
木造の骨組に、丸竹とシュロ縄で木舞をつくり、そのうえに複数回、土塗をほどこして、表面を漆喰でぬりあげる。出入り口、窓などの召し合わせは、複数段の段形とする。屋根は、裏板のうえに土居葺とし、縄掛木、土留木をうち、瓦葺。

### 外部仕上げ
外観の仕上げは、大壁とし、土壁の上に漆喰総塗籠（しっくいそうぬりごめ）とするか、各種の板張りとされる。平瓦を張り、漆喰を板蒲鉾のように盛って固めるなまこ壁などとすることもある。漆喰の壁には、左官職人が鏝によって文字や絵などを表現するレリーフ（鏝絵）を造られることもある。
現在では、木板の代わりとしてや、老朽化で剥がれ落ちた白壁を補うために、ブリキや鉄製の板・波板を張ることがある。

### 耐火性能
壁厚は約300mm以上あることが多く、開口部の外戸なども土戸（土と漆喰で戸の外部表面を覆ったもの）とすることがある。
古くは江戸時代の大火、近代では空襲による大火でも、内部に火が回らない事例が多かった。ただし空襲で使用された焼夷弾とは屋根を貫通したあと内部で発火する兵器のため、屋根に焼夷弾が直撃した場合は、外壁は無事でも内部が焼け落ちたという例も多い。また、一見無事に焼け残っているように見えても、土蔵内部は極度の高温となっており、周囲の火災で酸素が消費され尽くしているため辛うじて発火していないだけ、という場合もある。このため、土蔵が無事なのを見て不用意に戸を開けた瞬間、バックドラフト現象が発生し内部の器物が一気に焼き尽くされてしまったという事例も多かった。水戸徳川家所蔵の名刀「燭台切光忠」「児手柏」の二振りは、関東大震災の際にこの現象によって焼身となってしまったという。そのため、火災に遭った土蔵や金庫などは、内部が完全に冷えるまでの1週間ほどは開扉してはならないとされていた。
関東大震災により消失した蔵造の多くはそのまま再建されず、看板建築と呼ばれる洋風建築で建て直された。
またかつては、いざ近隣で火災が発生したという際、普段出入りの左官が駆けつけ、用意してある用心土と呼ばれる粘土を土蔵の全ての隙間に叩きつけ、土蔵への延焼を防ぐといった防火活動もあった。

## 見世蔵
見世蔵（みせぐら）は、江戸時代以降に発展した商家建築の様式の一種で、土蔵の技術を応用したもの。店蔵（たなぐら、みせぐら）とも表記する。土蔵の一種ではあるものの、用途が異なることから、枝分かれするかたちで独自の発展を遂げた。
商品などの保管・貯蔵を目的とした土蔵とは異なり、見世蔵は、店舗兼住宅として使うことを目的として建てられるもので、土蔵とは開口部の作り方や間取り・内装が異なる。
土蔵の場合は、開口部をなるべく小さくし、耐火壁の部分を多く取って、耐火性能を向上させることを重視して設計される。また内部も、保管・収蔵を目的としているため、細かい間取りなどはなされない。対して見世蔵の場合は、店舗・住居として使うことを主目的としているため、耐火性能面では多少の妥協がなされ、商店部分の間口や住居部分の窓などの開口部が設けられている。内部の間取りなども通常の商店建築に準ずる。
土蔵のほか石蔵の様式を採用したもの、明治時代以降には煉瓦蔵の様式を採用したものや漆喰のかわりにモルタルやコンクリートを使ったものなども見られる。
古い宿場町・商都などには漸減しながらもある程度残されており、近年ではトタンを剥がし板張りや漆喰壁にするなど、観光資源としての積極的な利用に転じている事例もある。

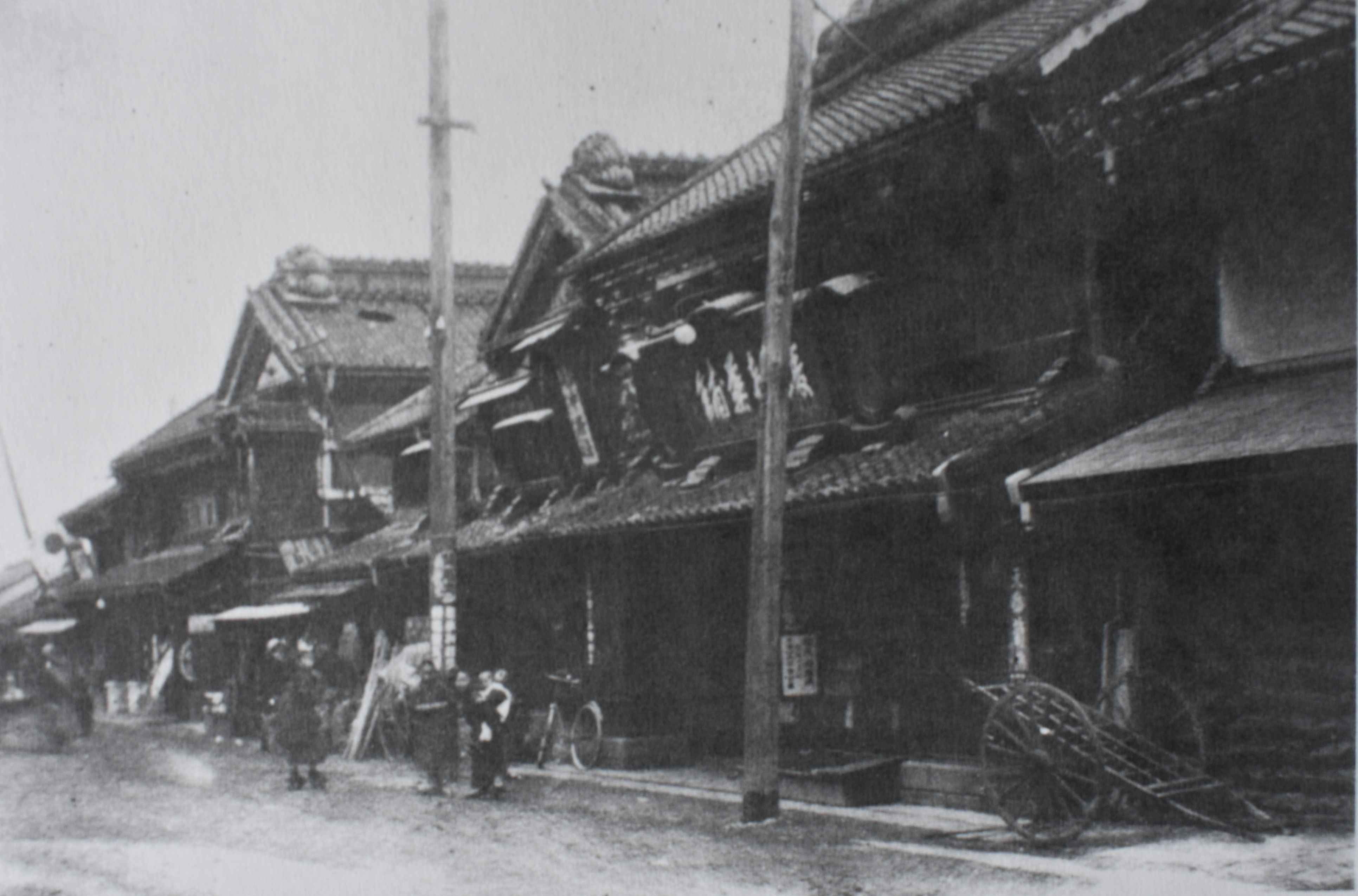
明治44年（1911年）当時の「志義町通り（川越市）」中央が大塚屋の綾部薬局
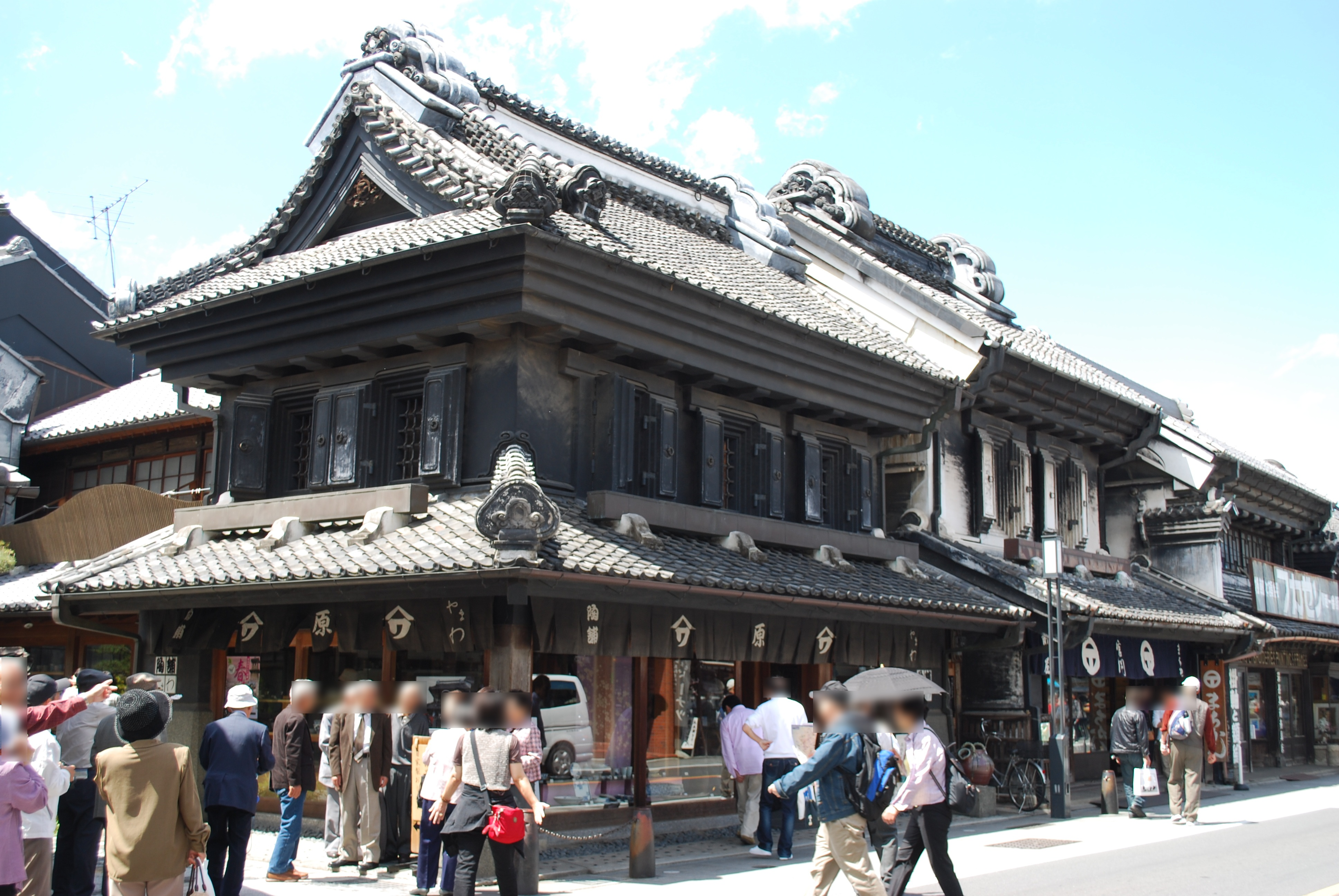
川越市に現存する見世蔵
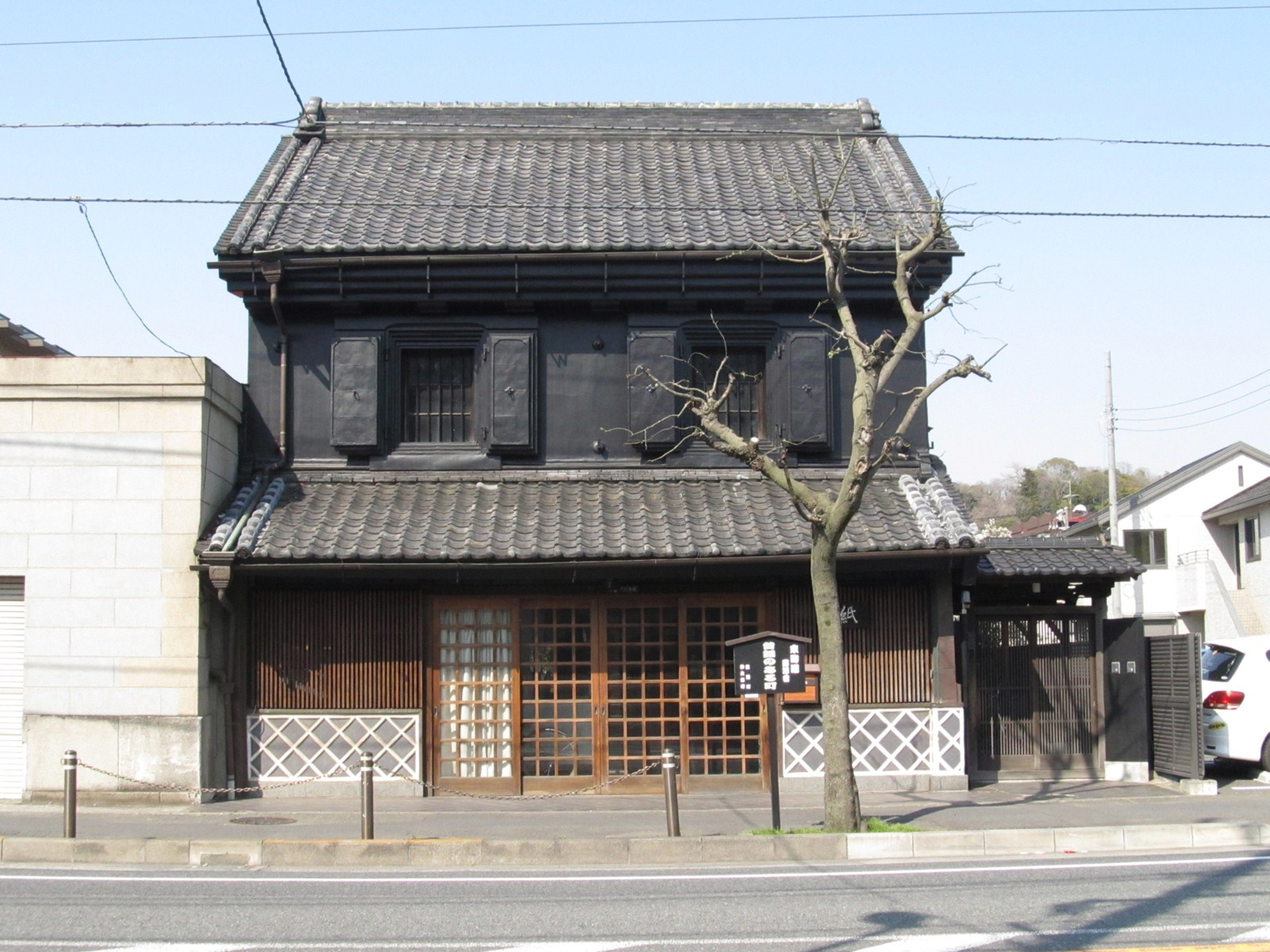
桔梗屋の店蔵（登録有形文化財〈国登録〉、藤沢市）

## 蔵のある街並み
「蔵造りの街並み」などとして観光訴求をしている街をいくつか例示する。多くは、貯蔵用の土蔵ではなく、店舗・住居を兼ねた見世蔵である。
- 横手市増田 -　「鞘」と呼ばれる覆屋の中に建てられた「内蔵(うちぐら)」を持つ町屋が密集する、豪雪地帯特有の町並みが残る。 重要伝統的建造物群保存地区。
- 福島県喜多方市 - 観光資源である「蔵」は4200棟以上あり、酒蔵、見世蔵、座敷蔵、土蔵など用途は多彩である。今なお生活の一部に深く溶け込んでおり、活きた蔵の姿が魅力である。
- 栃木県栃木市 - 日光例幣使街道の宿場町（栃木宿）で、メインストリートは「蔵の街大通り」と名づけられている。
- 茨城県桜川市真壁町 - 真壁城の城下町。国の登録有形文化財が100棟以上あり、その中に多くの土蔵建築が含まれている。
- 埼玉県川越市 - 川越藩の城下町。メインストリートは「蔵造りの街並み」で重要伝統的建造物群保存地区。
- 佐原（千葉県香取市） - 水運の拠点地として栄え、重要伝統的建造物群保存地区となっている区域には多くの土蔵建築や伊能忠敬旧宅等の旧家が残されている。
- 四間道（愛知県名古屋市） - 堀川の西側の2本目の通りにあり、尾張藩が町屋の延焼を防ぐ為、石垣の上に土蔵を建てる事を奨励した為、土蔵造りの街並みを形成。土蔵や町屋が今でも多く残る。名古屋市の街並み保存地区。
- 平福宿（兵庫県佐用町） - 佐用川沿いの石垣上に土蔵群が残る。「川端風景」として有名。
- 若桜宿蔵通り（鳥取県若桜町） - 土蔵以外の建物を禁じられたため、土蔵が連続する通りになった。
- 打吹玉川（鳥取県倉吉市） - 通称「白壁土蔵群」。伊能忠敬が測量したとされる八橋往来（やばせおうらい）にある。重要伝統的建造物群保存地区。
- 岡山県倉敷市
- 塩田津（佐賀県嬉野市） - 長崎街道の宿場町と有明海の川港。寛政元年の大火後に、漆喰白壁の大型町家「居蔵家」が建築される。重要伝統的建造物群保存地区

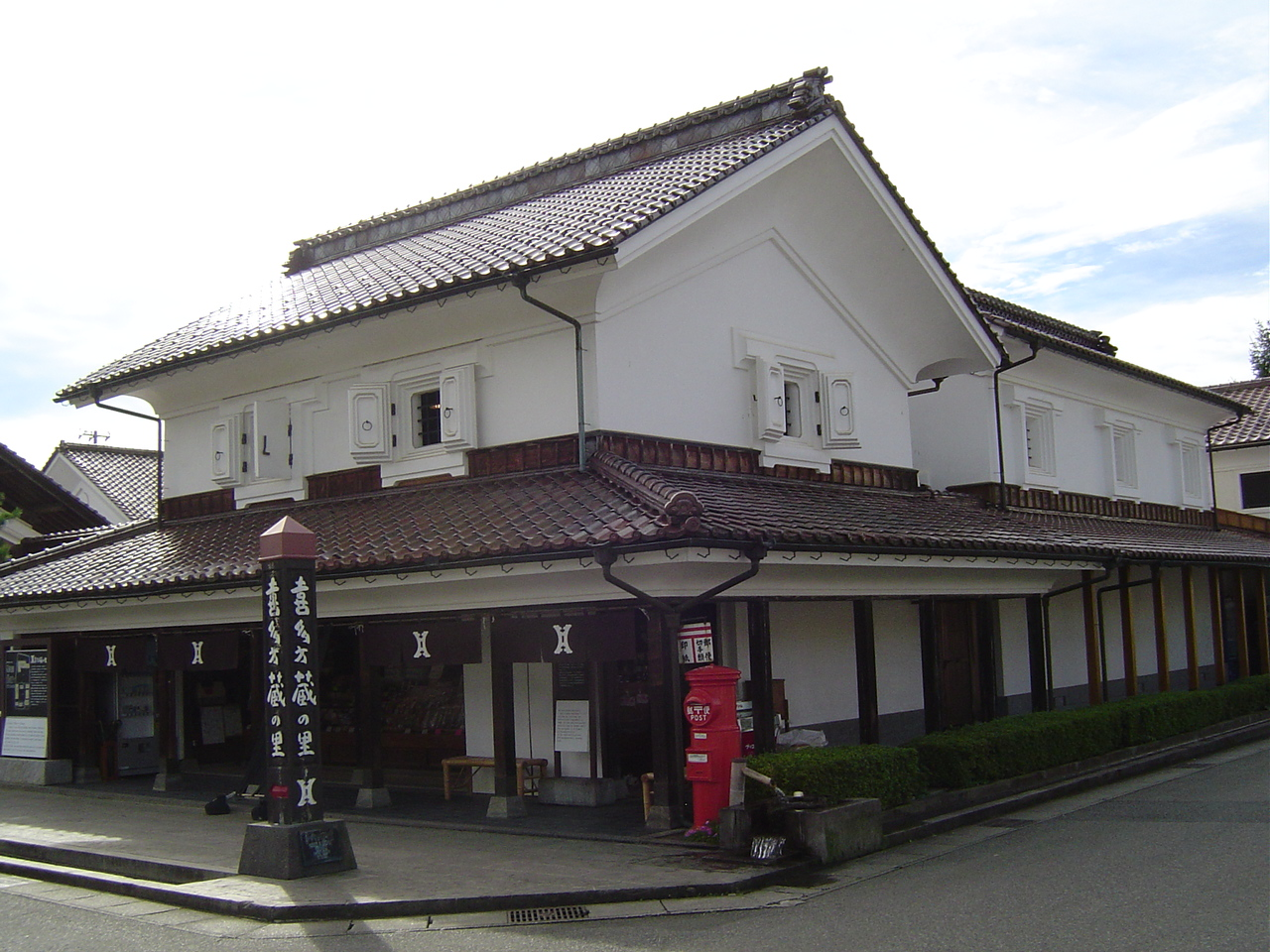
福島県喜多方市の土蔵
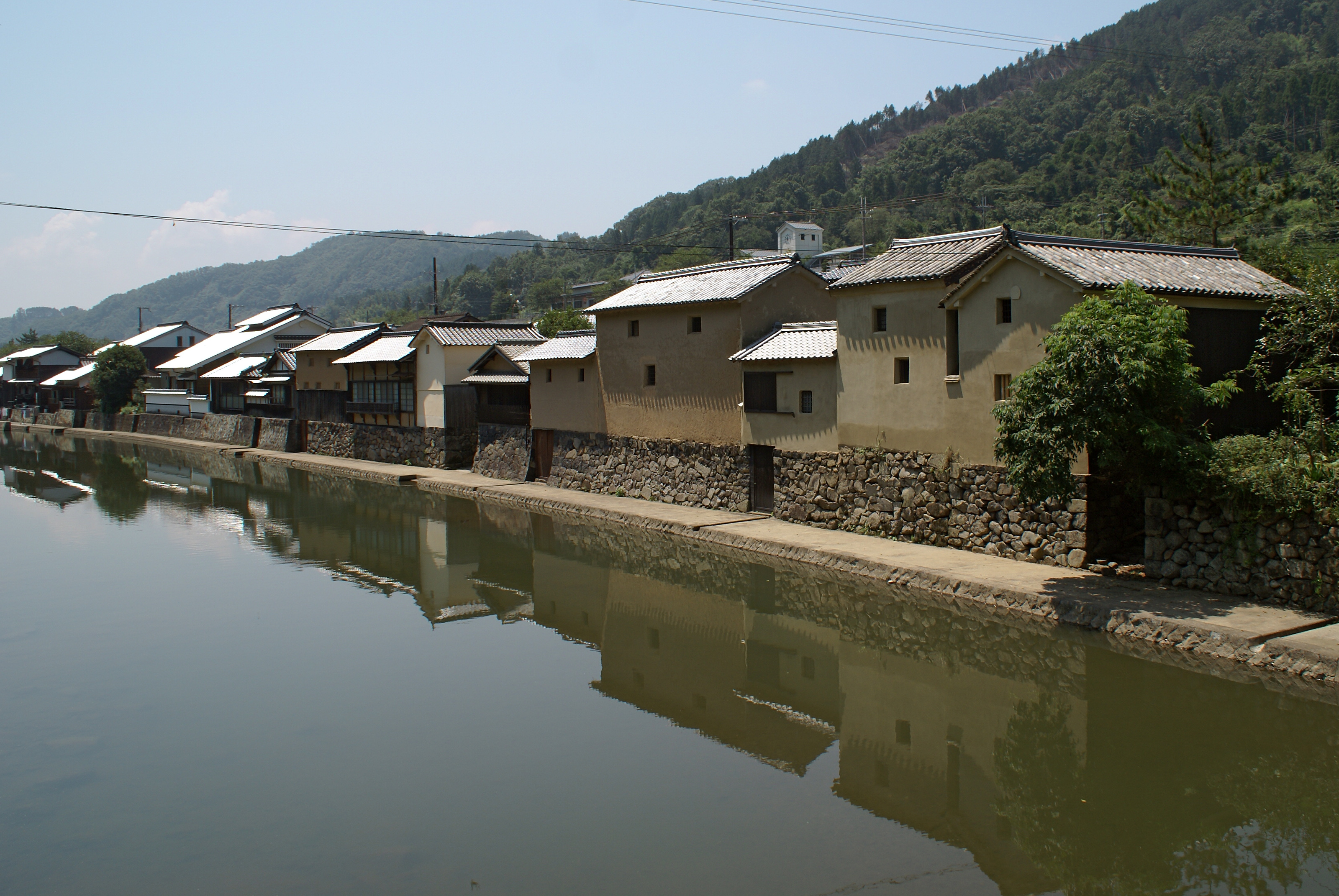
平福の川端
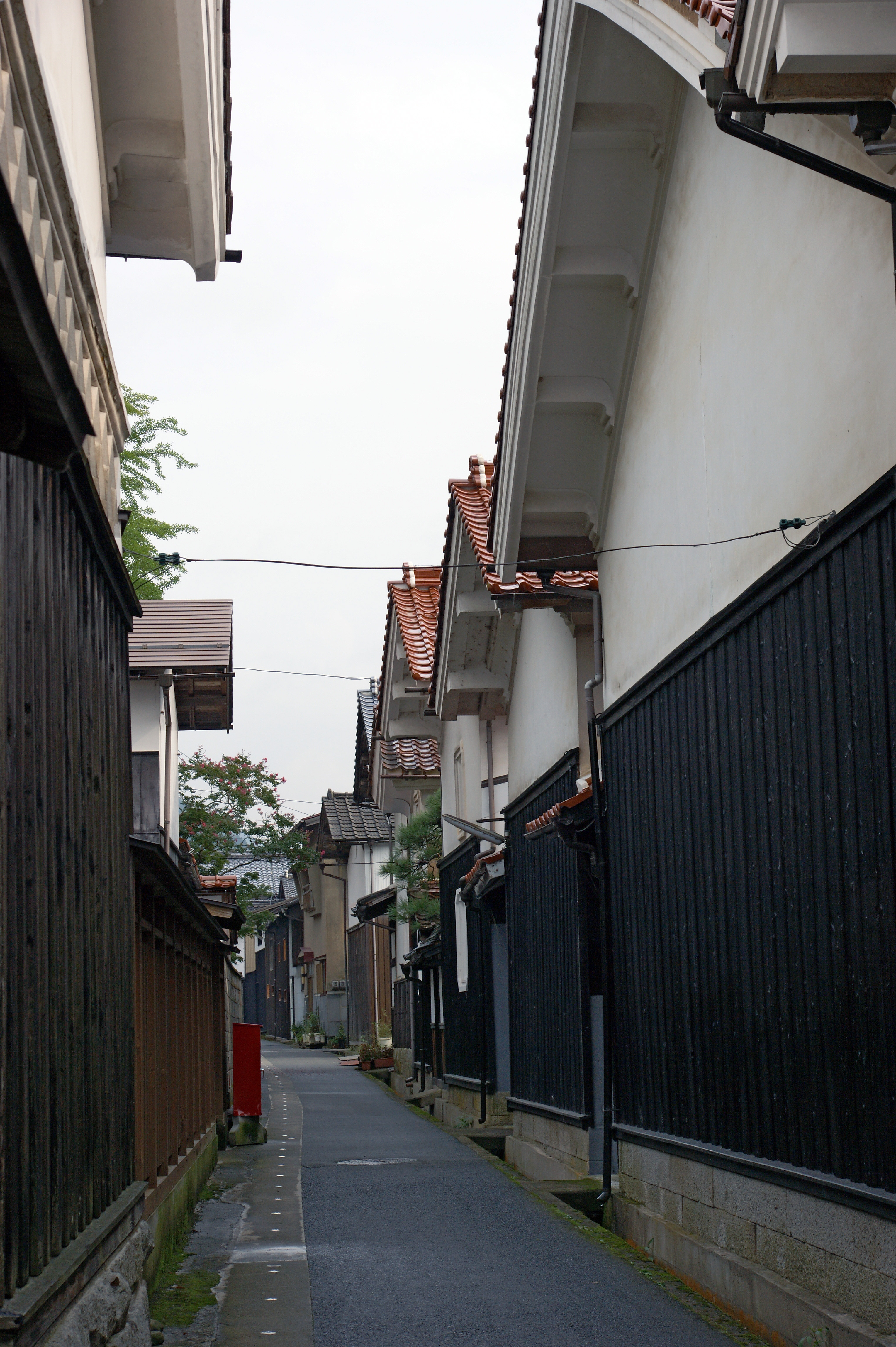
若桜宿蔵通り

## 土蔵を扱った作品
古典落語
- 鼠穴 - 貧乏暮らしから大店へ成功し、ある日、火の用心に、土蔵のねずみ穴と呼ばれる換気口だけを目塗しなかったために、全ての蔵が焼け落ちて、路頭に迷う場面がある。